# .et
Pour les articles homonymes, voir ET.
.et est le domaine de premier niveau national (country code top level domain : ccTLD) réservé à l'Éthiopie.
Ethio Telecom est l'unique bureau d'enregistrement ainsi que le registre pour le ccTLD .et. Depuis mars 2019, Ethio Telecom encourage l'utilisation des noms de domaine dans le ccTLD .et, en partenariat avec ZDNS, un operateur technique chinois. Ethio Telecom commercialise l'enregistrement de nom de domaine pour un prix annuel de 550 birrs (soit environ 12 euros) par nom de domaine situé dans un SLD générique (comme .com.et), et 1 375 birrs (soit environ 42 euros) par nom de domaine situé directement dans le ccTLD .et.

## Domaines de deuxième niveau
En plus de la possibilité d'enregistrement de domaines directement dans le ccTLD .et, Ethio Telecom permet la réservation de noms de domaine dans les 9 domaines de deuxième niveau (SLD) génériques suivants :
- .com.et – destiné aux entités commerciales[3] – Exemple : Google www.google.com.et ; Commercial Bank of Ethiopia : www.cbeib.com.et
- .net.et – destiné aux operateurs de réseaux et fournisseurs de services, entreprises des technologies de l'information et de la communication[3] – Exemple : www.tspt.net.et
- .edu.et – réservé aux écoles et aux organisations éducatives[3] – Exemple : Université d'Addis-Abeba : www.aau.edu.et
- .gov.et – réservé au gouvernement et aux institutions d'Éthiopie[3] – Exemple :  Premier ministre d'Éthiopie : www.ethiopia.gov.et ; Banque nationale d'Éthiopie : www.nbe.gov.et
- .org.et – destiné aux organisations a but non-lucratifs[3] – Exemple : Ethiopian Wildlife and Natural History Society : www.ewnhs.org.et
- .name.et
- .info.et
- .biz.et
- .club.et
- .mil.et – réservé aux autorités militaires d'Éthiopie[3]